# 馬略山 (伊丘尼亞-聖安東尼奧)
16°12′33″S 70°21′29″W / 16.20917°S 70.35806°W
馬略山（Millu），是秘魯的山峰，位於該國南部莫克瓜大區和普諾大區，由伊丘尼亞區和聖安東尼奧區負責管轄，屬於安地斯山脈的一部分，海拔高度5,225米。